# Corte de Apelaciones de Antofagasta
La Corte de Apelaciones de Antofagasta es la corte de apelaciones chilena que tiene asiento en la ciudad homónima y cuyo territorio jurisdiccional actual comprende la Región de Antofagasta, en el Norte Grande de Chile.

## Historia
Antes de 1966, la antigua provincia de Antofagasta se encontraba comprendida bajo la Corte de Apelaciones de Iquique. El 23 de febrero de 1966, día en que se publicó en el Diario Oficial la ley N° 16437, se puso en funcionamiento este tribunal, con solo tres miembros, teniendo en la actualidad siete ministros.
La creación de esta nueva corte de apelaciones se debió a que hacia fines de la década del cincuenta era una necesidad imperiosa para la población antofagastina contar con una corte de apelaciones en su ciudad, que distaba a más de 400 kilómetros de la Corte de Apelaciones de Iquique para la revisión de las sentencias, lo que provocaba tardanza en las causas jurisdiccionales que se ventilaban en esta zona, provocando malestar en las personas que acudían a los tribunales en búsqueda de justicia.
Esta presión ciudadana se empezó a hacer cada vez más evidente. En la edición de 25 de enero de 1966 de El Mercurio de Antofagasta, oportunidad en que ya se sabía que la Comisión de Legislación y Justicia del Senado se había pronunciado a favor de la creación de la Corte de Apelaciones para la ciudad de Antofagasta, se informaba que el señor regidor de la ciudad nortina, Horacio Marull, había realizado un viaje el día anterior a la ciudad de Santiago, con el objeto de entrevistarse con el ministro de Justicia del gobierno de don Eduardo Frei Montalva, señor Pedro Jesús Rodríguez, con el propósito de solicitarle la instalación de la corte de apelaciones. Además daba cuenta de que el Ministerio de Obras Públicas destinó fondos para ejecutar los trabajos de remodelación del Edificio de Correos y Telégrafos, donde funcionaría el máximo tribunal de la provincia.

## Composición
- Ministros:[4]
  - Cristina Araya Pastene (presidenta).
  - Oscar Eduardo Clavería Guzmán.
  - Dinko Antonio Franulic Cetinic.
  - Virginia Elena Soublette Miranda.
  - Myriam del Carmen Urbina Perán.
  - Jasna Katy Pavlich Núñez.
  - Manuel Antonio Díaz Muñoz.